# Caloscarta delta
Caloscarta delta är en insektsart som beskrevs av Kato 1929. Caloscarta delta ingår i släktet Caloscarta och familjen spottstritar. Inga underarter finns listade i Catalogue of Life.